# Funcție de apartenență
Funcția de apartenență a unei mulțimi vagi este o generalizare a funcției caracteristice (care indică apartenența în teoria clasică a mulțimilor).

## Definiție

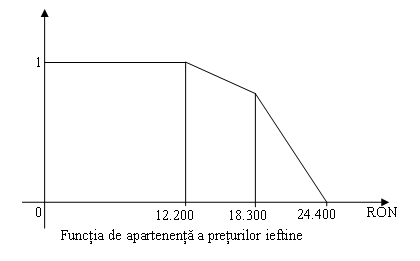
Graficul functiei de apartenenta

Fie o mulțime {\displaystyle S} și o submulțime {\displaystyle V\subset S}, atunci funcția de apartenență {\displaystyle \mu _{V}\colon S\rightarrow [0,1]} reprezintă măsura în care un element aparține mulțimii vagă {\displaystyle V}, valoarea fiind numită grad de apartenență. 
De exemplu, presupunând în contextul unei mașini ieftine, „ieftin” poate fi reprezentat ca o submulțime vagă a mulțimii prețurilor {\displaystyle S=\{p} {\displaystyle RON|p\in [0,\infty )\}} și depinzând și de buget. Astfel, în imagine „ieftin” este interpretat după cum urmează:
- Sub 12.200 RON mașinile sunt considerate ieftine și diferența de preț între două mașini nu afectează decizia cumpărătorului {\displaystyle \mu _{V}(p)=1}
- Între 12.200 RON și 18.300 RON diferența de preț dintre două mașini cauzează o tendință slabă pentru mașina mai ieftină și {\displaystyle \mu _{V}(p)} scade lin cu creșterea prețului
- Între 18.300 RON și 24.400 RON o diferență de preț provoacă o preferință puternică pentru mașina mai ieftină și {\displaystyle \mu _{V}(p)} scade puternic cu creșterea prețului
- După 24.400 RON cumpărătorul consideră mașina prea scumpă {\displaystyle \mu _{V}(p)=0} și nu o ia în considerare.